# Treshnish Isles
Die Treshnish Isles sind eine unbewohnte Inselgruppe, die zu den Inneren Hebriden in Schottland gehört.

## Geographie
Die Inselgruppe liegt im Atlantischen Ozean rund 3 km südwestlich von Port Haunn auf der Isle of Mull sowie 5 km westlich von Gometra, der Nachbarinsel von Ulva. Die Treshnish Isles bestehen aus acht kleinen Inseln, die zusammen eine Fläche von 2,4 km² aufweisen. Sie erstrecken sich über eine Länge von gut 10 Kilometern von Nordost nach Südwest. In dieser Reihenfolge gehören folgende Inseln und Skerries (schottisch-gälisch: Sgeir) zur Inselgruppe:
- Cairn na Burgh Beag
- Cairn na Burgh Mòr
- Fladda
- Sgeir an Eirionnaich
- Sgeir a' Chaisteil
- Lunga mit dem Dun Cruit (Dùn Cruit)
- Bac Mòr
- Bac Beag

Lunga ist mit 0,81 km² Fläche die größte Insel, gefolgt von Fladda. Lunga ist auch die höchste Insel, die im Cruachan eine Höhe von 103 Metern erreicht, gefolgt von Bac Mòr, deren ehemaliger Vulkankegel Dutchman’s Cap 86 Meter hoch ist.

## Flora und Fauna
Die Treshnish Isles sind ein Rückzugsgebiet für die Kegelrobbe (Halichoerus grypus) sowie ein bedeutendes Brutgebiet für zahlreiche Seevögel, unter anderen für die Sturmschwalbe (Hydrobates pelagicus), den Papageitaucher (Fratercula arctica) und die Trottellumme (Uria aalge). Die Inseln sind daher sowohl für eine Special Protection Area wie auch eine Special Area of Conservation und für eine Site of Special Scientific Interest vorgeschlagen.